# 聖米歇爾山
聖米歇爾山（法語：Mont Saint-Michel，法語發音：[mɔ̃ sɛ̃ miʃɛl]）是法国诺曼底大区圣马洛湾附近，距海岸约1公里的岩石岛，是天主教徒最知名的朝聖地與旅遊勝地，在山頂上則建有著名的聖米歇爾山隱修院。截至 2017 年，該島人口約為30人。
當地現由同名市镇管理，其中聖米歇爾山與其海湾則在1979年被聯合國教科文組織列為世界文化遗产，每年共有超過300萬遊客來訪此地參觀，小岛內保存的61座建築物被法國政府視為法國歷史遺蹟而受到保護。

## 歷史

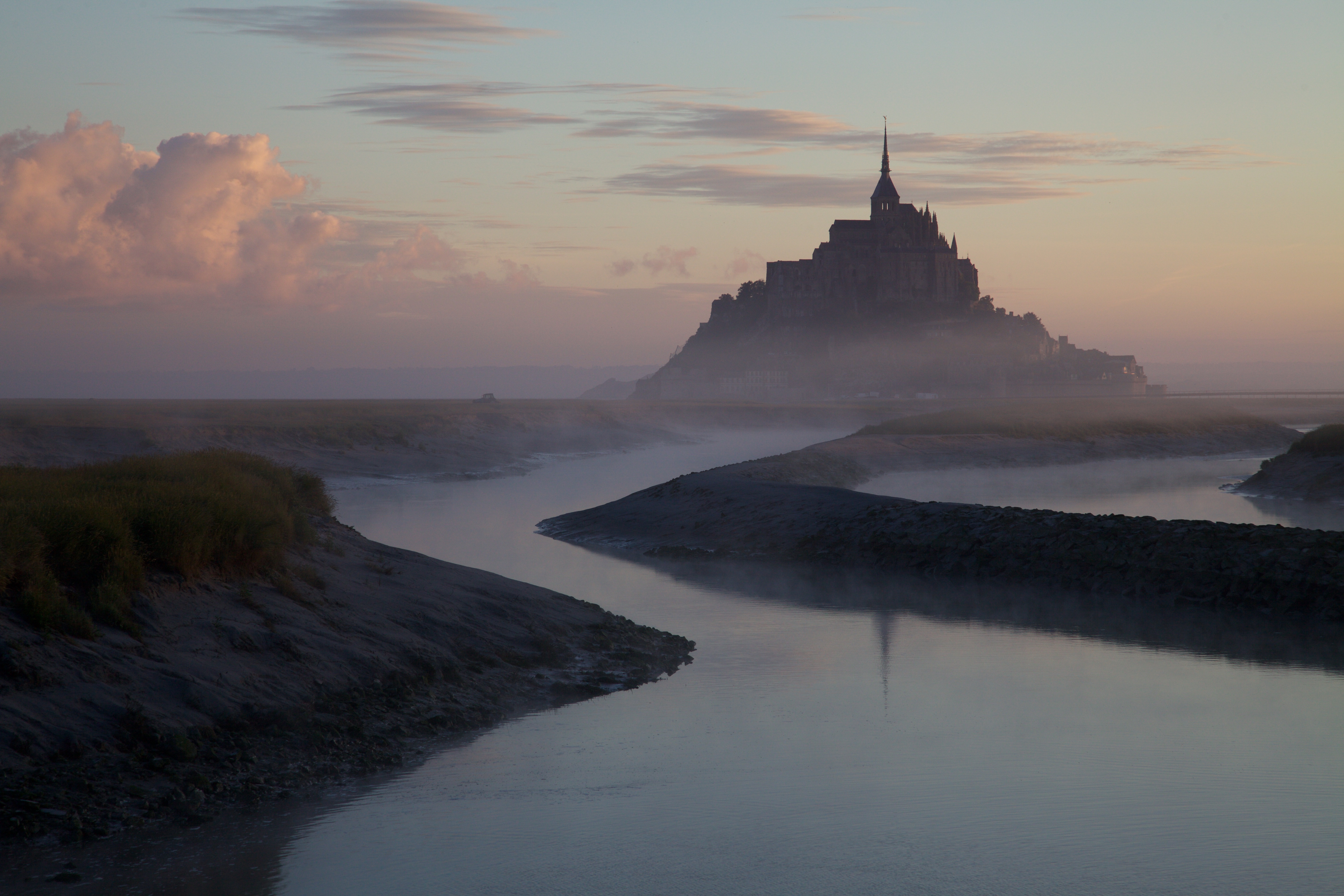
遠望聖米歇爾山

聖米歇爾山在古時為凱爾特人祭神的地方。在6世紀和7世紀曾作為高盧羅馬文化的據點之一，708年，阿夫朗什主教聖奧貝爾（Aubert）遇總領天使彌額爾显灵，并在其脑颅上点开一个洞，因此在島上最高處修建一座小教堂，奉獻給總領天使彌額爾，成為朝聖中心，故稱聖米歇爾山。
在9世纪，隨著維京時代的到來，維京人作為東羅馬帝國的僱傭兵而征戰欧州大陆，这里成为诺曼底农民的避难所，隐修院下方形成一个小镇。966年，诺曼底大公理查一世驱逐了裡面的教士，代之以来自意大利卡西诺山隐修院的30名本笃会修會團進駐於此。

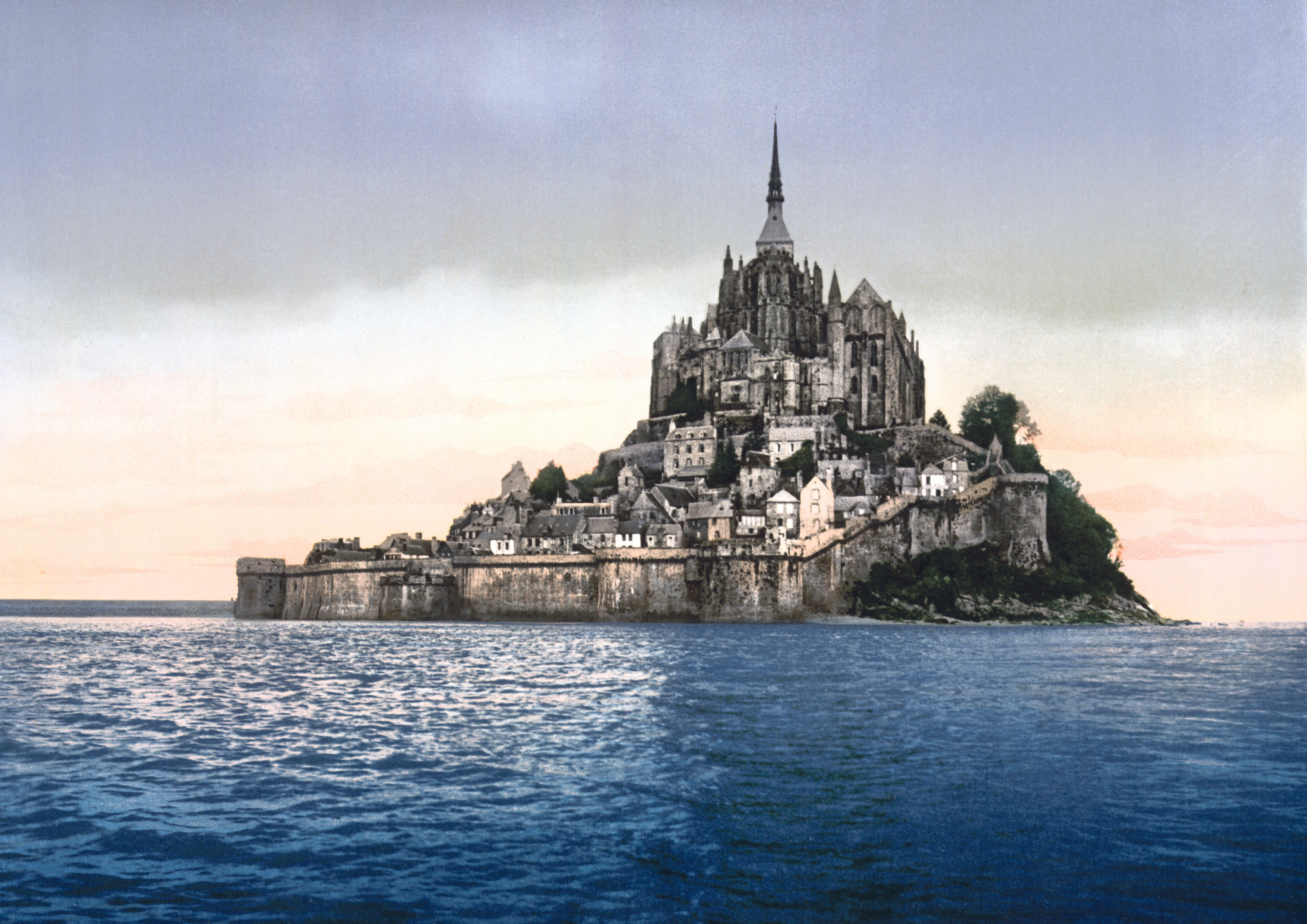
1900年的聖米歇爾山

在1211年—1228年間，在島北部又修建了一個以梅爾韋耶隱修院為中心的6座建築物，具有中古加洛林王朝古堡和羅馬式建筑的風格。13世纪初因英法戰爭，腓力二世火攻聖米歇爾山，致使隐修院北侧建筑严重损毁。同时诺曼底并入法国领土。战后法王拨资修建，在原有的罗曼式建筑之外加盖了哥特式建筑與軍事工程，修道院的財富和影響力也開始擴展，使这里成为诺曼底境内最具规模的宗教建筑群，朝圣人数更加茂盛。
1421年，罗曼式地下祭坛塌陷。英法百年战争后，复以火焰哥特式重建唱诗班席和圣坛。1469年法王路易十一在此设立了圣弥额尔勋章，一直到1622年隐修院中的教士再度遭到流放，取而代之的是圣本笃修会的一支——圣莫尔（Saint-Maur）教团。

### 近代
法国大革命时期，超過300名不支持共和政府的笃修会修士曾被政府遭到监禁，教会财产也因而被拍卖，中殿被用来储存粮草。在此期間，聖米歇爾山曾因此囚禁过数以万计的罪犯和政治犯。直到王政复辟后稍为恢复生机。1872年，法國歷史古蹟建築師愛德華·科魯瓦耶（Édouard Corroyer）在評估聖米歇爾山的保存狀況後。共花了大約兩年時間說服他的部長將聖米歇爾山列為歷史古蹟，最終在1874年，聖米歇爾山由法国政府指定為法國歷史遺蹟，並投入大筆經費進行為期百年的大規模修復工程，包含建築起一條4公里长的堤道連接對岸陸地。
在第二次世界大戰佔領法國期間，德軍佔領了聖米歇爾山，並將隱修院作為防禦敵軍的瞭望台。從1940年7月18日到法國占領結束時，該島一直是德國遊客和士兵到訪法國的主要景點，據稱共有325,000名德國遊客到達當地參觀，直到1944年8月1日盟軍進入聖米歇爾山，在法國當地人的歡騰下，聖米歇爾山才宣告解放。 
當前，聖米歇爾山與羅馬以及聖雅各之路並列中世紀西方最重要的天主教朝聖地，也是法國除了巴黎外最著名的旅遊景點，島上現還存有11世紀羅馬式中殿和15世紀哥特式唱詩班席、13-15世紀的部分防禦城牆和哥特式修道院圍牆等。每年9月29日的圣彌額爾主保日舉辦慶祝活動。

## 地理

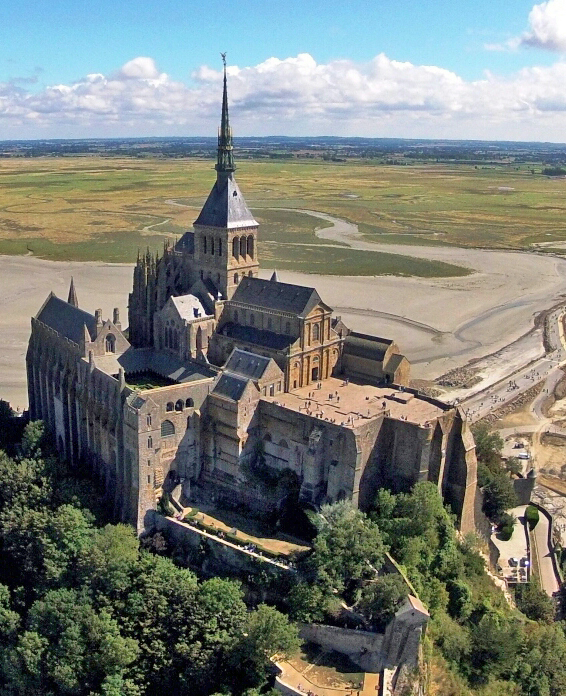
俯瞰聖米歇爾山

聖米歇爾山位於諾曼底地區以南的布列塔尼地區，是靠近歐洲邊境的圣马洛湾的潮汐島，小島呈圓錐形，周長900米，由聳立的花崗岩構成，位於海拔88米，經常被大片沙岸包圍，僅漲潮時才成為小島。其中隨著海平面上升及潮汐也為重塑了該地區的沿海景觀，形成海中孤島、圍墾、鹽沼等特殊景觀，也成為當地農民放牧綿羊的理想地點，當前周圍的海灣則被劃定為自然保護區，面積約為450平方公里，棲息着成千上萬的鳥類和其他動植物種。
由於聖馬洛灣漲潮迅猛，潮汐之間的差額超過15米，每逢傍晚大西洋的潮水有如萬馬奔騰般撲過來，將山邊的流沙淹沒，聖山頓時變成汪洋，蔚為奇觀。但十九世紀人們建築長堤連接聖米歇爾山後，水流受阻，潮水的起落在沙地留下大量淤泥和沉積物，久而久之地勢變高，島的形狀改變，海潮奇觀亦隨之消失。此外近年沿海平地圍墾成牧場也大大減少了海岸和島嶼之間的距離。
2006年6月16日，法國政府和地區當局宣布了一項對庫埃農河口灣築起攔阻沉積物的堤防，總耗資2億歐元的計畫 (1.6英里) ，並利用庫埃農河的水域和潮汐建造一座水壩，以幫助清除堆積的淤泥，使聖米歇爾山再次成為一座島嶼。大壩的建設始於2009年。
2014年7月22日，由建築師迪特馬爾·法伊希廷格（Dietmar Feichtinger）所設計，通往聖米歇爾山的新橋向公眾開放。這座輕型橋能使海水可以在島上自由流動，並提高了大壩的效率。該計畫耗資 2.09 億歐元，由弗朗索瓦·奥朗德總統正式開幕。
在極少數情況下，當地潮汐會產生極高的“超潮”，新橋曾於 2015 年 3 月 21 日被最高海平面完全淹沒。

## 經濟
旅遊業是該地唯一的收入來源。並為這個小島帶來了約 6300 萬美元的收入。大約有50家商店供應300萬遊客使用。而每天晚上只有大約 25 人會在該地所居住（包括修士）或是居住在旅館裡的遊客。

## 入选世界遗产
聖米歇爾山除保存隱修院等宗教建築外，山腳下的小镇也保存多數哥德式、羅馬式、文藝復興式等風格的建築物與要塞遺跡，具有文化，歷史和建築上的多重意義。
1979年，聯合國教科文組織提名聖米歇爾山为世界文化遗产，编号第80号，认为其满足以下三个获选条件：
1. 聖米歇爾山通過其自然環境和建築物的獨特結合，而構成“獨特的美學特色“。（文化遗产标准一）；
2. 聖米歇爾山擁有無與倫比的建築群，主要因修道院與村莊能夠在具有範圍的小島內共存，在佈局的獨創性也令人相當難忘。（文化遗产标准三）；
3. 聖米歇爾山是中世紀基督教最重要的遺址之一。（文化遗产标准四）；

1998年，聖米歇爾山作為法国圣雅各伯朝圣之路的組成部分，第二次列入世界文化遗产，2007年則對遺產範圍略作調整。

## 照片

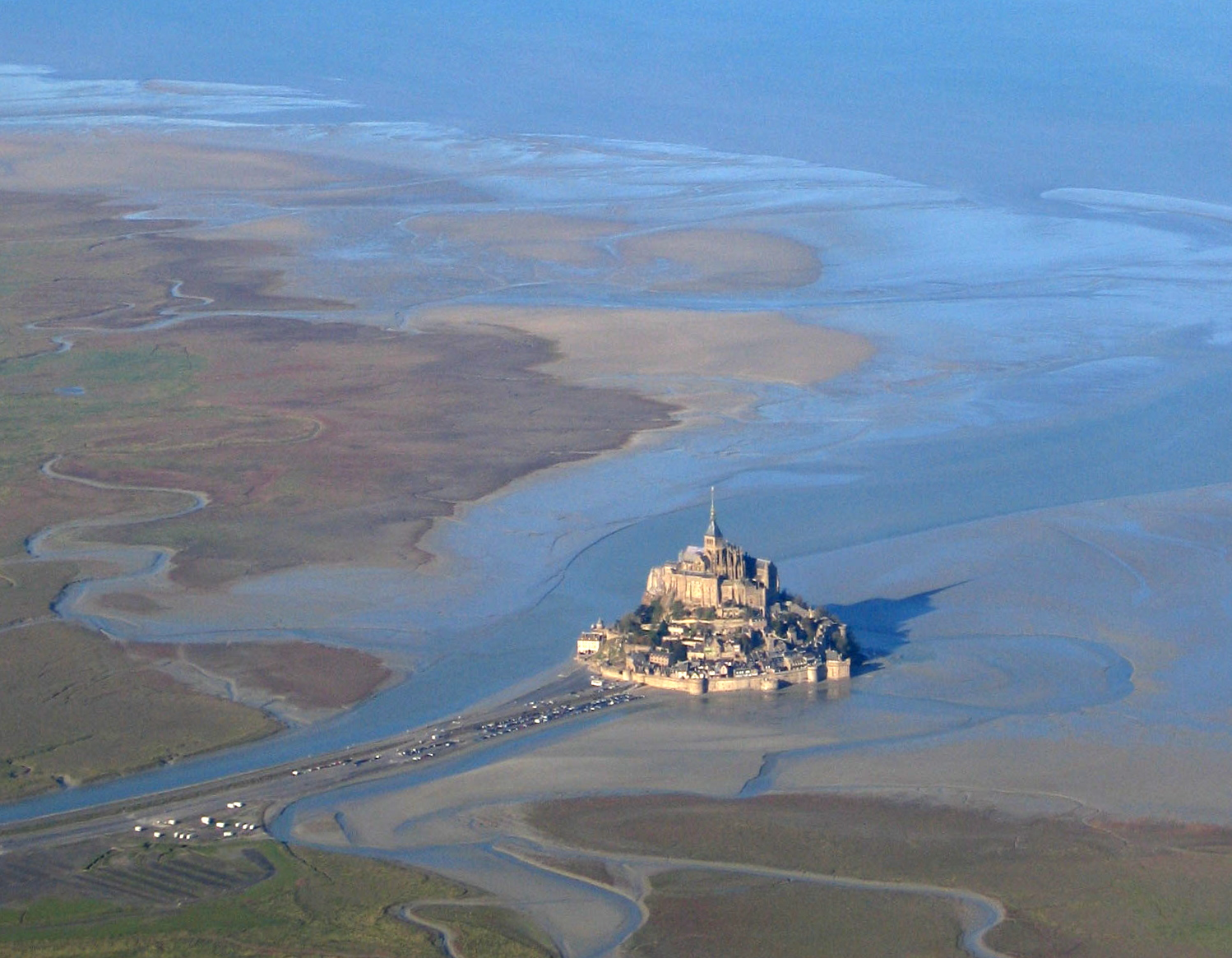
聖米歇爾山鳥瞰
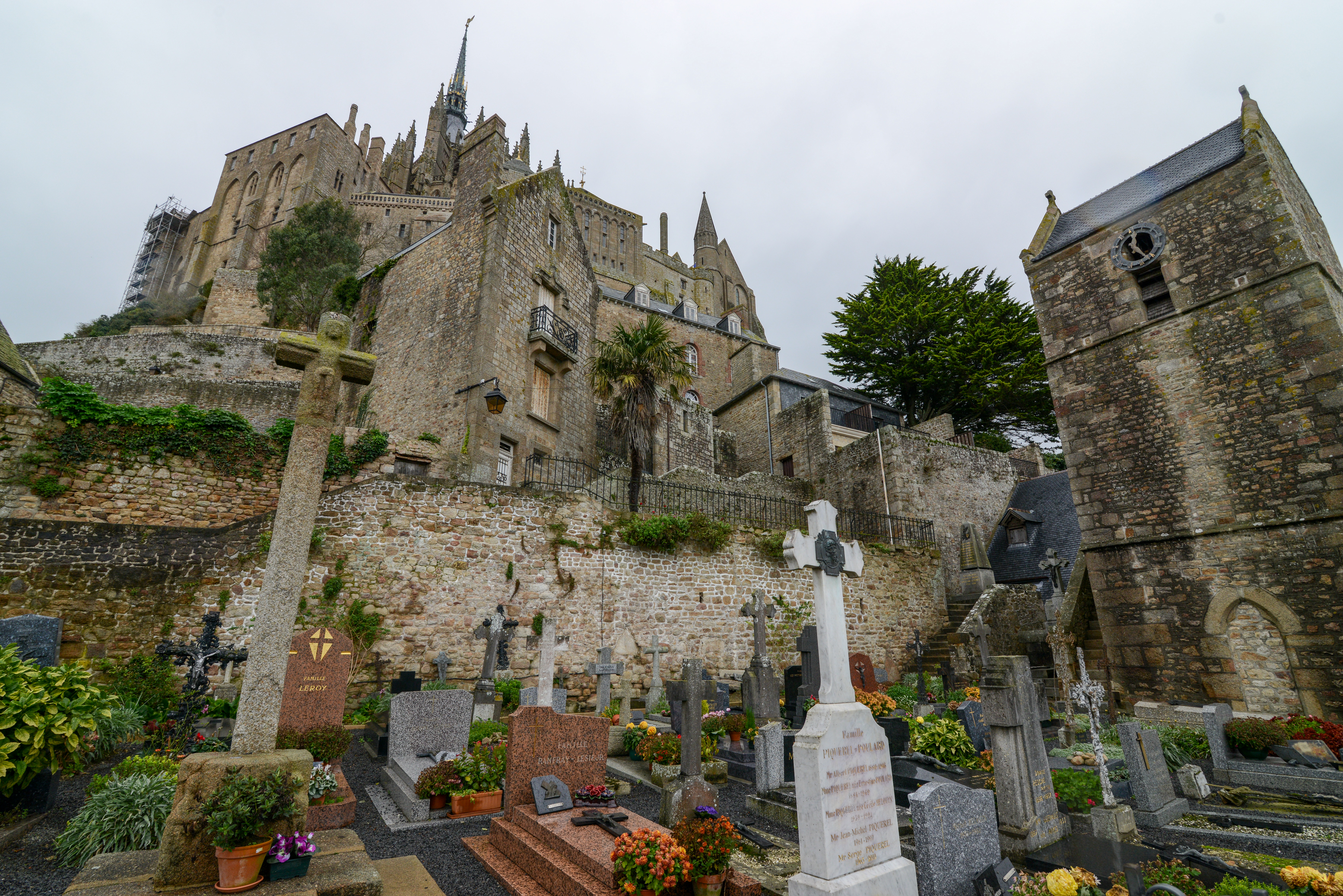
聖米歇爾山鎮與隱修院
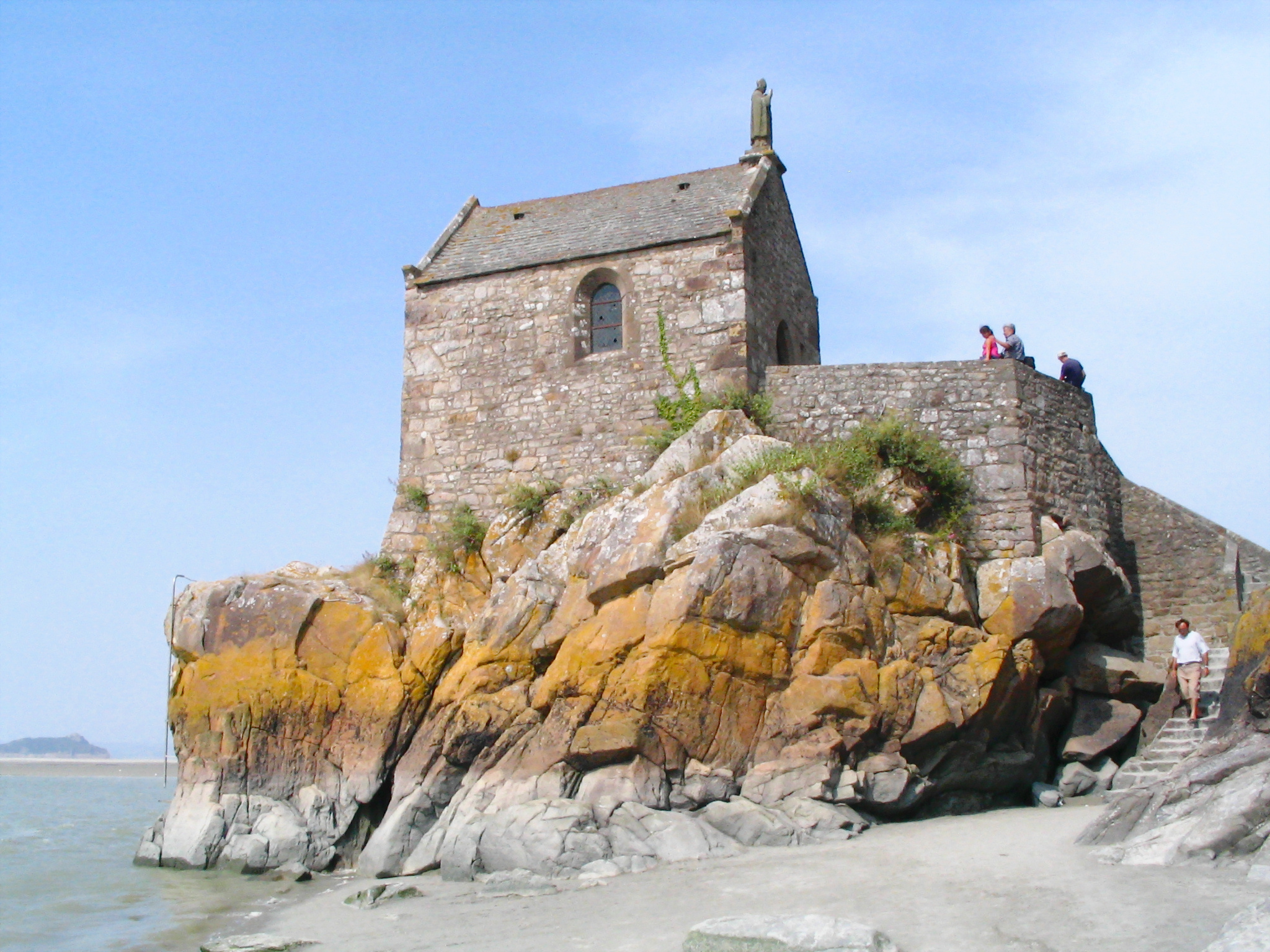
聖奧貝爾禮拜堂
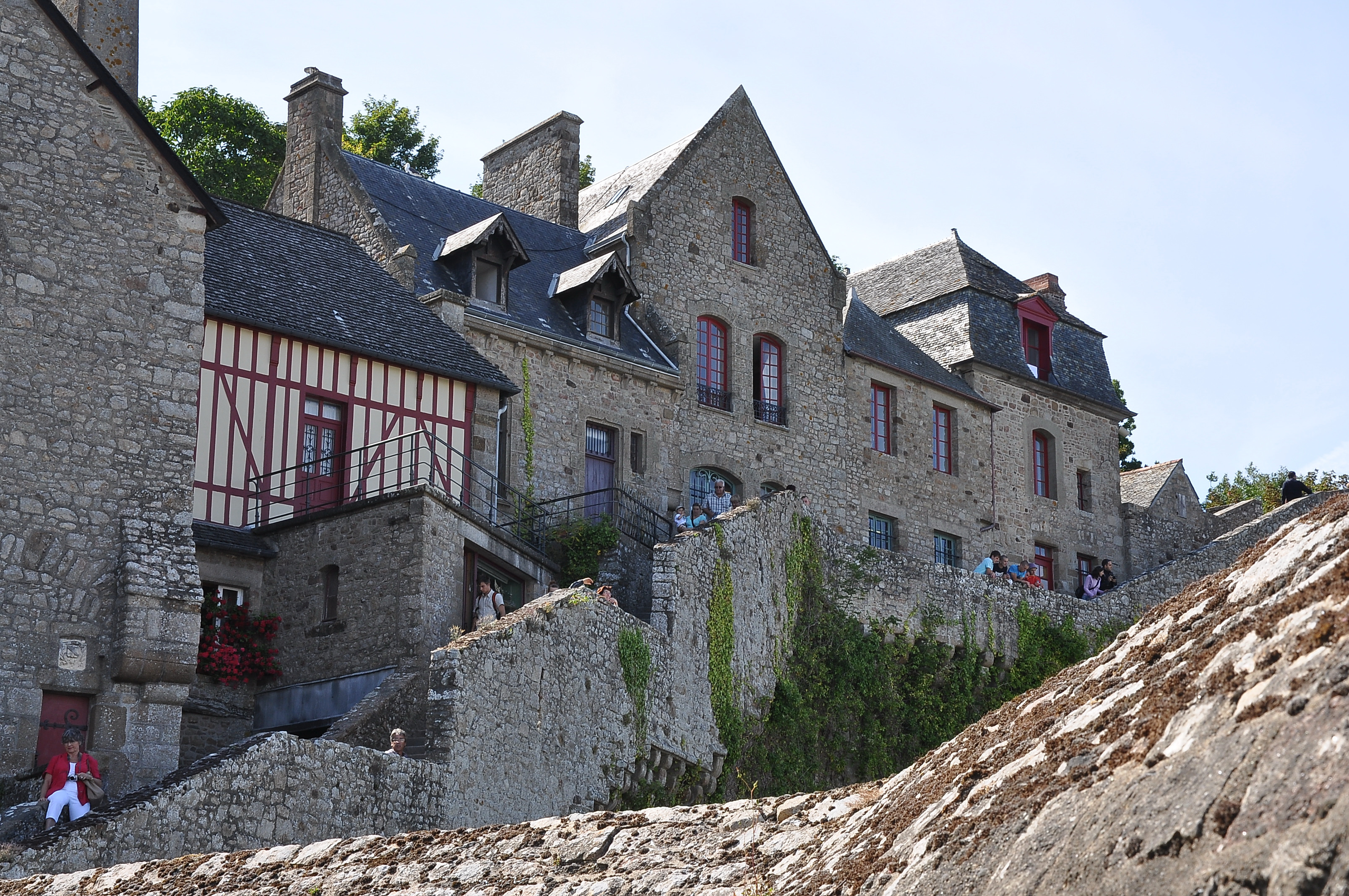
聖米歇爾山鎮

## 在流行文化中的的聖米歇爾山
- 法國作曲家阿希尔-克洛德·德彪西經常光顧該島，他的鋼琴前奏曲《沈沒的教堂》（La Cathédrale engloutie）不僅從布列塔尼神話的城市伊斯為發想，還可能從聖米歇爾山的隱修院中汲取靈感。
- 在《魔戒三部曲：王者再臨》與，剛鐸的首都米那斯提力斯即是以聖米歇爾山為藍本。
- 聖米歇爾山與周圍的城鎮是迪士尼動畫電影《魔髮奇緣》的美術設計取材地之一。[11]
- 在日本漫畫、動漫《青之驅魔師》中的正十字學園即是以聖米歇爾山為藍本。
- 聖米歇爾山是日本動畫電影《超劇場版 Keroro軍曹 4 龍勇士的逆襲》的重要場景。
- 在動作角色扮演遊戲《黑暗靈魂》的出現的場景新隆多遺址（New Londo Ruins）的設計實為參考聖聖米歇爾山。
- 《宝可梦 X／Y》登場的場景精練之塔可能受到聖米歇爾山的啟發。
- 聖米歇爾山是2016年PC遊戲《文明帝國VI》中的可建造建築。
- 聖米歇爾山是電視連續劇《黑暗元素》中登場的場景托雷天使教堂（Torre degli Angeli）與 城市之眼（Cittàgazze）的靈感來源。
- 周杰倫2022年新专辑《最伟大的作品》专辑封面及该专辑中歌曲《倒影》的MV拍摄地均取自圣米歇尔山。
- 《狙擊精英5》第三關(間諜學院)的場景

## 另見
- 聖米歇爾山隱修院（法语：Abbaye_du_Mont-Saint-Michel）
- 卡洛林式建築（英语：Carolingian_architecture）
- 卡洛林藝術
- 法國羅馬式建築（英语：French_Romanesque_architecture）
- 聖邁克爾山
- 聖馬洛

## 外部連結
- Freeing Mont Saint-Michel （页面存档备份，存于）
- Mont-Saint-Michel Celebrates 1,300 yrs of History
- Mont Saint-Michel between history and legends （页面存档备份，存于）
- Official Mont-Saint-Michel Tourist site (English version) 的存檔，存档日期16 June 2019.
- Virtual recreation of Mont St. Michel in Second Life （页面存档备份，存于）
- Pano at 360° of Mont St Michel （页面存档备份，存于）
- High-resolution 360° Panoramas and Images of Mont Saint-Michel | Art Atlas （页面存档备份，存于）
- The Sledge Tramway （页面存档备份，存于）
- Mont Saint Michel （页面存档备份，存于）（法文）
- 聖米歇爾山修道院 （页面存档备份，存于）（英文）